# Batrachochytrium dendrobatidis
Batrachochytrium dendrobatidis, também conhecido como Bd ou fungo quítrido anfíbio, é um fungo que causa a doença quitridiomicose em anfíbios. Desde sua descoberta em 1998 por Lee Berger, a doença devastou populações de anfíbios em todo o mundo, num declínio global que provocou múltiplas extinções, parte da extinção do Holoceno. Uma segunda espécie recentemente descrita, B. salamandrivorans, também causa quitridiomicose e morte em salamandras. Consta em décimo terceiro na lista das 100 das espécies exóticas invasoras mais daninhas do mundo da União Internacional para a Conservação da Natureza (UICN)
Os patógenos fúngicos que causam a doença quitridiomicose devastam a pele de rãs, sapos e outros anfíbios, prejudicando seu equilíbrio de água e sal e, eventualmente, causando insuficiência cardíaca, relata a Nature. Algumas espécies de anfíbios parecem ter capacidade inata de resistir à infecção por quitridiomicose devido à simbiose com Janthinobacterium lividum. Mesmo dentro de espécies que geralmente sucumbem, algumas populações sobrevivem, possivelmente demonstrando que esses traços ou alelos de espécies estão sendo submetidos à seleção evolutiva.

## Etimologia
O nome genérico é derivado das palavras gregas batrachos (sapo) e chytra (panela de barro), enquanto o epíteto específico é derivado do gênero de rãs do qual a confirmação original da patogenicidade foi feita (Dendrobates), dendrobatidis é do grego dendron, "árvore", e bates, "aquele que escala", referindo-se a um gênero de sapos venenosos.

## Sistemática
Batrachochytrium dendrobatidis foi até recentemente considerada a única espécie do gênero Batrachochytrium. A classificação inicial do patógeno como quitrídio foi baseada na ultraestrutura dos zoósporos. A análise de DNA do SSU-rDNA corroborou a visão, com a correspondência mais próxima de Chytridium confervae. Uma segunda espécie de Batrachochytrium foi descoberta em 2013: B. salamandrivorans, que afeta principalmente salamandras e também causa quitridiomicose.[4] B. salamandrivorans difere de B. dendrobatidis principalmente na formação de tubos germinativos in vitro, na formação de talos coloniais com múltiplos esporângios in vivo e uma menor preferência térmica.

## Morfologia
B. dendrobatidis infecta a pele queratinizada de anfíbios. O fungo na epiderme tem talo com rede de rizoides e esporângios de paredes lisas, aproximadamente esféricas, inoperculadas (sem opérculo). Cada esporângio produz um único tubo para descarregar os esporos.

### Estrutura do zoósporo
Zoósporos de B. dendrobatidis, que são tipicamente de três a cinco micrômetros de tamanho, têm corpo alongado-ovoidal com único flagelo posterior (19 a 20 micrômetros de comprimento) e possuem área central de ribossomos, muitas vezes com esferas de membrana de ribossomos dentro da massa ribossomal principal. Um pequeno esporão foi observado, localizado na parte posterior do corpo celular, adjacente ao flagelo, mas isso pode ser um artefato nos espécimes fixados em formalina. A área central dos ribossomos é circundada por uma única cisterna de retículo endoplasmático, duas a três mitocôndrias e um extenso complexo microcorpo-glóbulo lipídico. Os microcorpos se aproximam e cercam quase quatro a seis glóbulos lipídicos (três anteriores e um a três lateralmente), alguns dos quais parecem ligados por uma cisterna. Alguns zoósporos parecem conter mais glóbulos lipídicos (isso pode ter sido resultado dum efeito de plano de corte, porque os glóbulos eram frequentemente lobados nos zoósporos examinados). Um rumposomo não foi observado.

### Estrutura do flagelo
Um centríolo que não funciona fica adjacente ao cinetossomo. Nove adereços interligados prendem o cinetossomo ao plasmalema e uma placa terminal está presente na zona de transição. Uma estrutura interna semelhante a um anel ligado aos túbulos dos dubletos flagelares dentro da zona de transição foi observada em seção transversal. Não foram observadas raízes associadas ao cinetossomo. Em muitos zoósporos, o núcleo encontra-se parcialmente dentro da agregação de ribossomos e estava invariavelmente situado lateralmente. Pequenos vacúolos e um corpo de Golgi com cisternas empilhadas ocorreram dentro do citoplasma fora da área ribossomal. As mitocôndrias, que geralmente contêm pequeno número de ribossomos, são densamente coradas com cristas discoides.

## Ciclo de vida

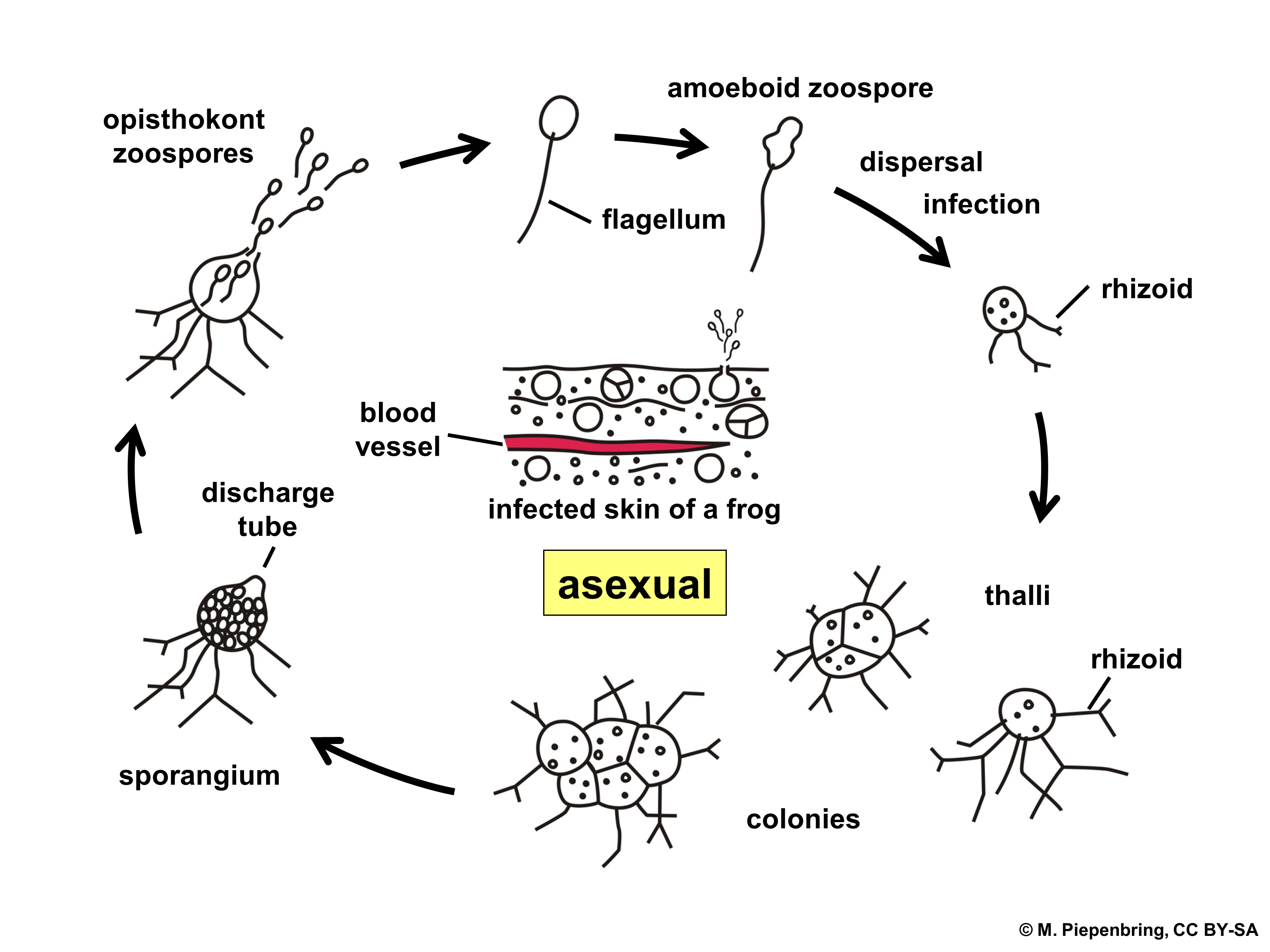
Ciclo de vida assexual de B. dendrobatidis

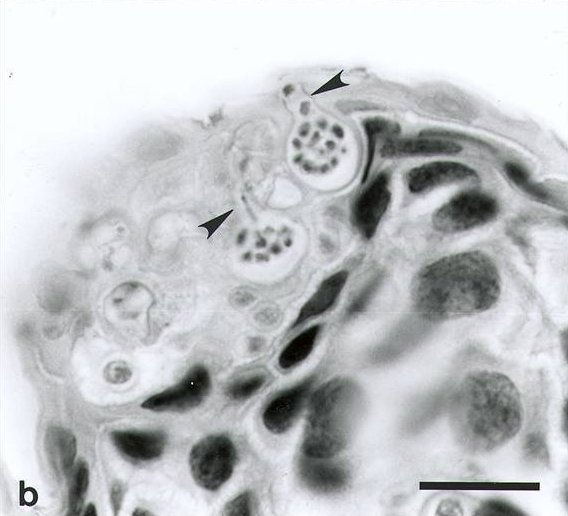
Esporos de B. dendrobatidis na pele de um Atelopus varius. As setas indicam tubos de descarga através dos quais os zoósporos saem da célula hospedeira. Barra de escala = 35 µm

B. dendrobatidis tem dois estágios de vida primários: um zoosporângio reprodutivo séssil e um zoósporo móvel, uniflagelado liberado do zoosporângio. Os zoósporos são conhecidos por serem ativos apenas por curto período de tempo e podem percorrer distâncias curtas de um a dois centímetros. No entanto, os zoósporos são capazes de quimiotaxia e podem se mover em direção a uma variedade de moléculas que estão presentes na superfície dos anfíbios, como açúcares, proteínas e aminoácidos. B. dendrobatidis também contém uma variedade de enzimas proteolíticas e esterases que ajudam a digerir células de anfíbios e usar a pele deles como fonte de nutrientes. Uma vez que o zoósporo atinge seu hospedeiro, forma um cisto sob a superfície da pele e inicia a porção reprodutiva de seu ciclo de vida. Os zoósporos encistados se desenvolvem em zoosporângios, que podem produzir mais zoósporos que podem reinfectar o hospedeiro ou serem liberados no ambiente aquático circundante. Os anfíbios infectados com esses zoósporos morrem de parada cardíaca. Além dos anfíbios, B. dendrobatidis também infecta lagostins (Procambarus alleni, P. clarkii, Orconectes virilis e O. immunis), mas não mosquitos (Gambusia holbrooki).

## Fisiologia
B. dendrobatidis pode crescer dentro de ampla faixa de temperatura (4-25 °C), com temperaturas ideais entre 17 e 25 °C. A ampla faixa de temperatura ao crescimento, incluindo a capacidade de sobreviver a 4 °C, dá ao fungo a capacidade de hibernar em seus hospedeiros, mesmo onde as temperaturas nos ambientes aquáticos são baixas. A espécie não cresce bem acima de temperaturas de 25 °C, e o crescimento é interrompido acima de 28 °C. As rãs Litoria chloris infectadas se recuperaram de suas infecções quando incubadas a uma temperatura de 37 °C.

### Formas variadas
B. dendrobatidis foi ocasionalmente encontrado em formas distintas de seus estágios tradicionais de zoósporos e esporângios. Por exemplo, antes da onda de calor europeia de 2003 que dizimou populações do sapo aquático Rana Lessonae através da quitridiomicose, o fungo existia nos anfíbios como organismos unicelulares esféricos, confinados a pequenas manchas (80-120 micrômetros de diâmetro). Esses organismos, desconhecidos na época, foram posteriormente identificados como B. dendrobatidis. As características dos organismos eram sugestivas de zoósporos encistados; podem ter incorporado um esporo em repouso, um sapróbio ou uma forma parasita do fungo que não é patogênico.

### Habitat e relacionamento com anfíbios
O fungo cresce na pele dos anfíbios e produz zoósporos aquáticos. É generalizada e varia de florestas de planície a topos de montanhas frias. Às vezes é um parasita não letal e possivelmente um saprófita. O fungo está associado à mortalidade do hospedeiro em terras altas ou durante o inverno e se torna mais patogênico em temperaturas mais baixas.

## Distribuição geográfica

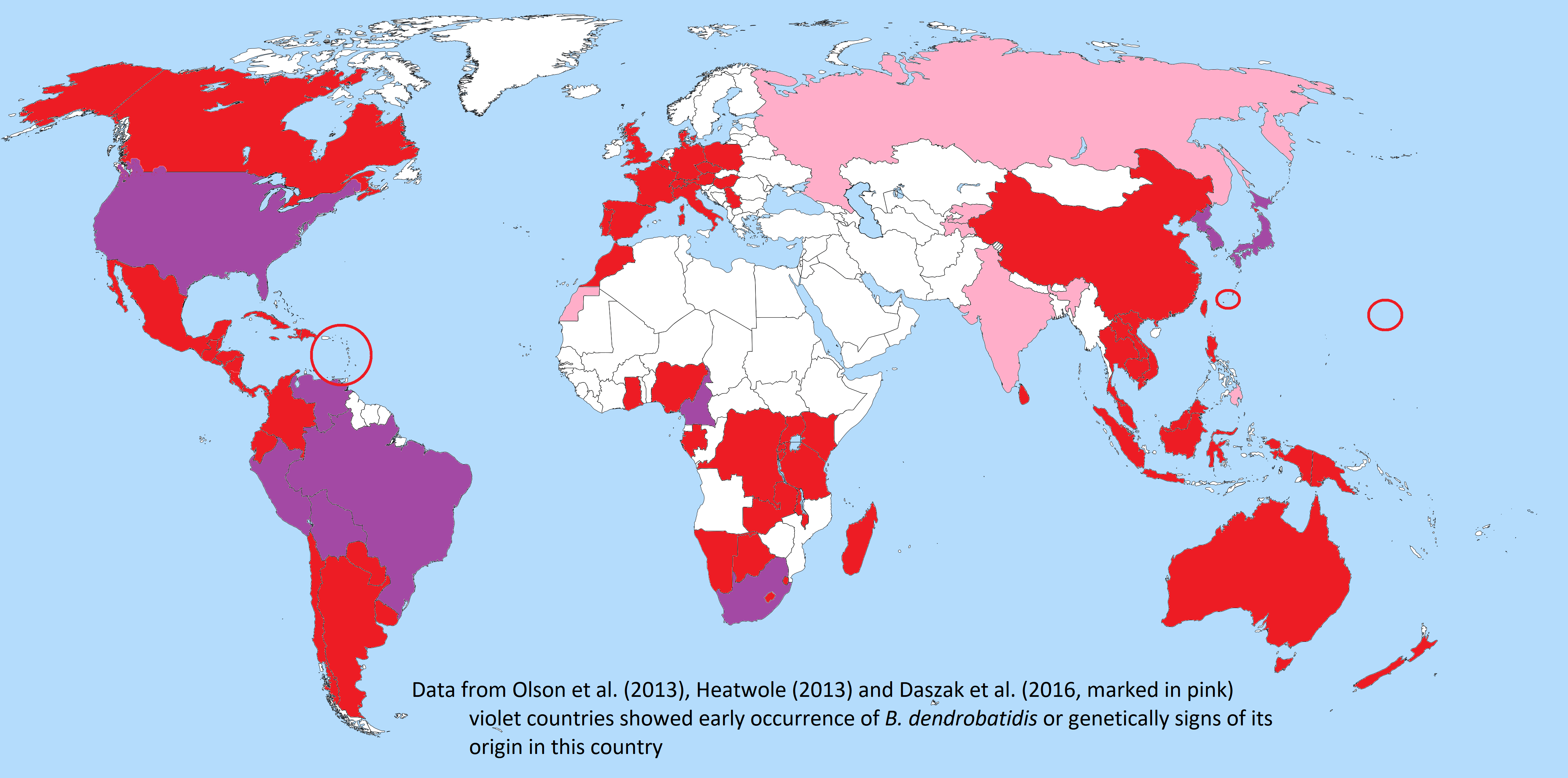
Distribuição geográfica de B. dendrobatidis

Tem sido sugerido que B. dendrobatidis se originou na África ou na Ásia e posteriormente se espalhou para outras partes do mundo pelo comércio de rãs Xenopus laevis. Neste estudo, foram examinados 697 espécimes arquivados de três espécies de Xenopus, previamente coletados de 1879 a 1999 na África Austral. O caso mais antigo de quitridiomicose foi encontrado num espécime de X. laevis de 1938. O estudo também sugere que a quitridiomicose era uma infecção estável no sul da África desde 23 anos antes de encontrar qualquer infecção fora da África. Há informações mais recentes de que a espécie se originou na península Coreana e se espalhou pelo comércio de rãs.
As rãs Lithobates catesbeianus, também amplamente distribuídas, são consideradas portadoras da doença devido à sua baixa suscetibilidade inerente à infecção por B. dendrobatidis. A L. catesbeianus geralmente escapa do cativeiro e pode estabelecer populações selvagens onde pode introduzir a doença em novas áreas. Também foi demonstrado que B. dendrobatidis pode sobreviver e crescer em solo úmido e em penas de pássaros, sugerindo que B. dendrobatidis também pode ser disseminado no ambiente por pássaros e transporte de solos. As infecções têm sido associadas à mortalidade em massa de anfíbios na América do Norte, América do Sul, América Central, Europa e Austrália. B. dendrobatidis tem sido implicado na extinção da rã Taudactylus acutirostris na Austrália.
Uma grande variedade de hospedeiros anfíbios foi identificada como sendo suscetível à infecção por B. dendrobatidis, incluindo Lithobates sylvatica, Lithobates muscosa, Eurycea cirrigera, Eurycea nana, Eurycea neotenes, Eurycea pterophila, Eurycea sosorum, Eurycea tonkawae, Ambystoma jeffersonianum, Pseudacris triseriata, Acris gryllus, Scaphiopus holbrooki, Lithobates sphenocephala, Lithobates berlandieri, Euproctus platycephalus e espécies de rãs endêmicas, Pelophylax caralitanus.

### Sudeste Asiático
Embora a maioria dos estudos sobre B. dendrobatidis tenha sido realizada em vários locais do mundo, a presença do fungo no Sudeste Asiático continua sendo um desenvolvimento relativamente recente. O processo exato pelo qual o fungo foi introduzido na Ásia não é conhecido, no entanto, como mencionado acima, tem sido sugerido o transporte de espécies portadoras assintomáticas (por exemplo, Lithobates catesbeianus) pode ser um componente chave na disseminação do fungo, pelo menos na China. Estudos iniciais demonstraram a presença do fungo em estados/países insulares como Honguecongue, Indonésia, Taiuã e Japão. Logo depois, países da Ásia continental, como Tailândia, Coreia do Sul e China relataram incidências de B. dendrobatidis entre suas populações de anfíbios.
No Camboja, um estudo mostrou que B. dendrobatidis é prevalente em todo o país em áreas próximas a Penome Pene (em uma vila <5 quilômetros), Sihanoukville (rãs coletadas no mercado local), Kratie (rãs coletadas nas ruas ao redor da cidade), e Siem Reap (rãs coletadas de uma reserva nacional: Centro de Conservação da Biodiversidade de Angkor). Outro estudo no Camboja questionou o potencial impacto antropológico na disseminação de B. dendrobatidis em populações locais de anfíbios em três áreas diferentes em relação à interação humana: baixo (uma floresta isolada no topo de uma montanha raramente visitada), médio (uma estrada florestal ~15 quilômetros de uma vila que é usada pelo menos uma vez por semana) e alta (uma pequena vila onde os humanos interagem com o ambiente diariamente). Usando PCR quantitativo, a evidência de B. dendrobatidis foi encontrada em todos os três locais com a maior porcentagem de anfíbios positivos para o fungo da estrada florestal (impacto médio; 50%), seguido pela floresta de montanha (baixo impacto; 44%) e vila (alto impacto; 36%). A influência humana provavelmente explica a detecção do fungo nas áreas médias e altas, porém não fornece uma explicação adequada porque mesmo anfíbios isolados foram positivos para B. dendrobatidis. Isso pode ficar sem resposta até que mais pesquisas sejam realizadas sobre a transmissão do fungo através das paisagens. No entanto, evidências recentes sugerem que os mosquitos podem ser um possível vetor que pode ajudar a espalhar B. dendrobatidis. Outro estudo na Guiana Francesa relata infecção generalizada, com 8 dos 11 locais amostrados sendo positivos para infecção por B. dendrobatidis para pelo menos uma espécie.

## Efeitos em anfíbios

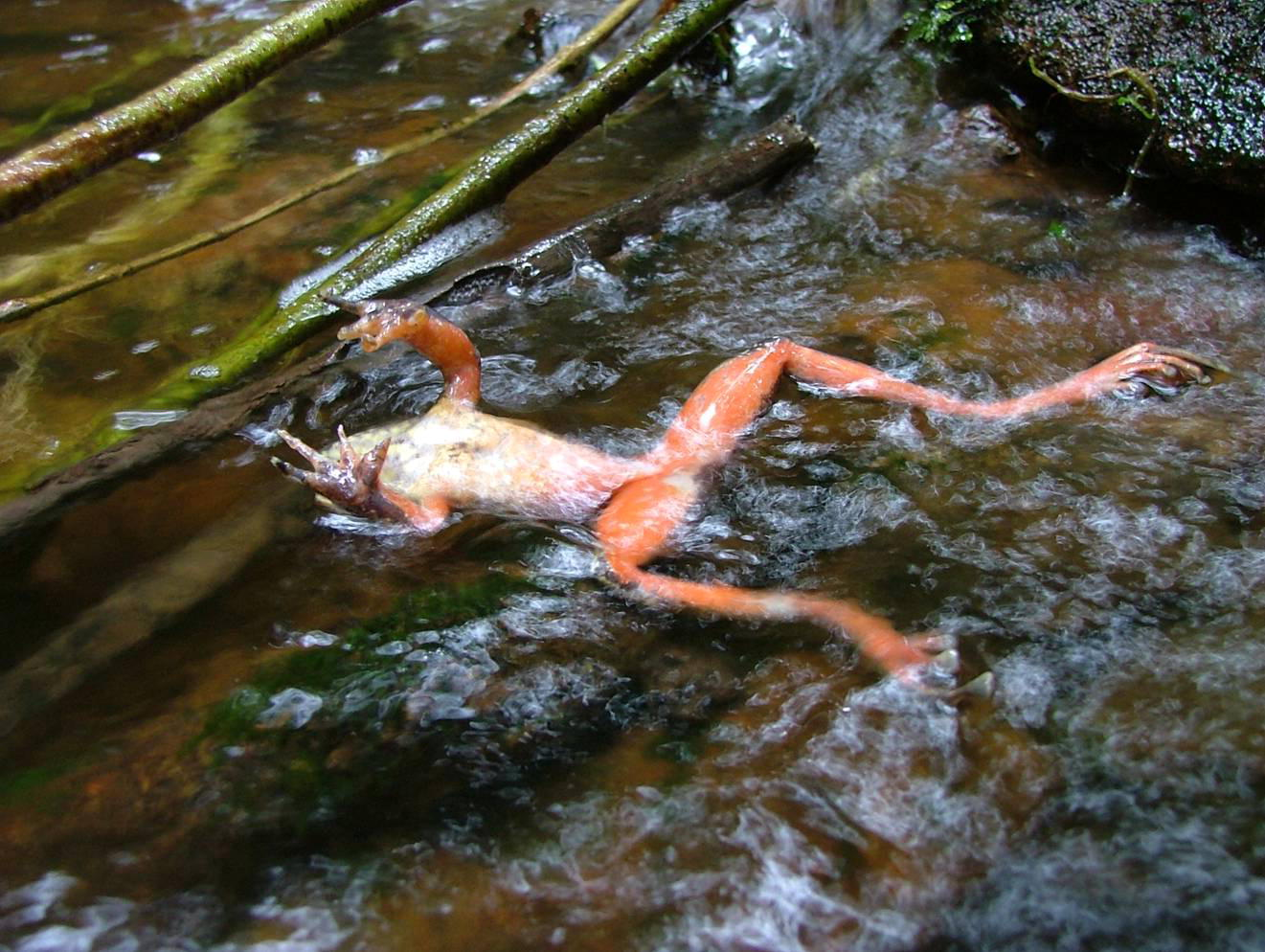
Anfíbio falecido devido a quitridiomicose

As populações de anfíbios em todo o mundo estão em constante declínio devido ao aumento da doença quitridiomicose, causada pelo fungo Bd. O Bd pode ser introduzido num anfíbio principalmente através da exposição à água, colonizando os dedos e as superfícies ventrais do corpo do animal mais fortemente e se espalhando por todo o corpo à medida que o animal amadurece. Os efeitos potenciais desse patógeno são hiperqueratose, hiperplasia epidérmica, úlceras e, mais proeminentemente, a alteração na regulação osmótica, muitas vezes levando à parada cardíaca. O número de mortos em anfíbios depende duma variedade de fatores, mas mais crucialmente da intensidade da infecção. Descobriu-se que algumas espécies de anfíbios se adaptam à infecção após uma morte inicial, com taxas de sobrevivência iguais de indivíduos infectados e não infectados.
De acordo com um estudo da Universidade Nacional da Austrália, estima-se que o fungo Bd tenha causado o declínio de 501 espécies de anfíbios – cerca de 6,5% do total conhecido no mundo. Destas, 90 foram totalmente exterminadas e outras 124 espécies diminuíram em mais de 90%, e as chances das espécies afetadas se recuperarem para uma população saudável são duvidosas. No entanto, essas conclusões foram criticadas por estudos posteriores, que propuseram que o Bd não era fator primário de declínio de anfíbios como encontrado pelo estudo anterior.